# Tafí del Valle (Tucumán)
Tafí del Valle is een plaats in het Argentijnse bestuurlijke gebied Tafí del Valle in de provincie  Tucumán. De plaats telt 4.028 inwoners.